# Lista de organizações parceiras da Fundação Ford
Esta é uma lista  de organizações parceiras da Fundação Ford.

## Organizações Parceiras
| Nome da Organização Parceira                                                | País   |
| --------------------------------------------------------------------------- | ------ |
| Fundação Carlos Chagas (FCC)                                                | Brasil |
| IBAS                                                                        | Brasil |
| Núcleo de Estudos de Políticas Públicas em Direitos Humanos (Nepp-DH)       | Brasil |
| Centro Feminista de Estudos e Assessoria (Cfemea)                           | Brasil |
| Fórum Brasileiro de Segurança Pública                                       | Brasil |
| Centro de Estudos de Segurança e Cidadania                                  | Brasil |
| Justiça Global                                                              | Brasil |
| Instituto de Terras do Pará – ITERPA                                        | Brasil |
| Universidade do Estado do Amazonas - UEA                                    | Brasil |
| Fundacao Viver, Produzir e Preservar                                        | Brasil |
| Caritas Brasileira                                                          | Brasil |
| Patricia Galvao Institute                                                   | Brasil |
| Centro de Estudos sobre Relações e Desigualdade no Trabalho - CEERT         | Brasil |
| Centro Indígena de Estudos e Pesquisas                                      | Brasil |
| Conselho Missionário dos Povos Indígenas                                    | Brasil |
| BAMIDELE - Grupo de Mulheres Negras da Paraíba                              | Brasil |
| Geledés- Instituto da Mulher Negra                                          | Brasil |
| Associação Cultural de Mulheres Negras do Estado do Rio Grande do Sul       | Brasil |
| Sindicato dos Jornalistas Profissionais da Cidade do Rio de Janeiro         | Brasil |
| Instituto de Estudos Socioeconômicos                                        | Brasil |
| Universidade Federal de Minas Gerais - UFMG                                 | Brasil |
| Universidade Federal do Pará - UFPA                                         | Brasil |
| Associação dos Magistrados Brasileiros - AMB                                | Brasil |
| Terra dos Direitos                                                          | Brasil |
| Gabinete de Assistência Jurídica a Organizações Populares                   | Brasil |
| Associação Nacional de Direitos Humanos - Pesquisa e Pós-graduação (ANDHEP) | Brasil |
| Universidade Federal Fluminense - UFF                                       | Brasil |
| Federation of Agencies for Social and Educational Assistance - FASE         | Brasil |
| Center for Higher Studies of Social Promotion and the Environment - CEAPS   | Brasil |
| Pastoral Land Commission                                                    | Brasil |
| National Association of People Affected by Dams (ANAB)                      | Brasil |
| Union of Rural Workers of Santarem                                          | Brasil |
| Instituto Socioambiental - ISA                                              | Brasil |
| Institute of Man and Environment in the Amazon                              | Brasil |
| Technical Assistance in Alternative Agriculture                             | Brasil |
| Federation of Agencies for Social and Educational Assistance - FASE         | Brasil |
| Institute of Man and Environment in the Amazon                              | Brasil |
| ABA - Brazilian Anthropological Association                                 | Brasil |
| Center for Higher Studies of Social Promotion and the Environment - CEAPS   | Brasil |
| Universidade Federal do Amazonas - UFAM                                     | Brasil |
| Universidade Federal do Rio de Janeiro - UFRJ                               | Brasil |
| Institute of Man and Environment in the Amazon                              | Brasil |
| National Association of People Affected by Dams (ANAB)                      | Brasil |
| Malungu/Para-Coordination of Associations of Quilombo Communities of Pará   | Brasil |
| Brazilian Center for Analysis and Planning - CEBRAP                         | Brasil |
| ABPN - Brazilian Association of Black Researchers                           | Brasil |
| Brazilian News Agency for Children's Rights - ANDI                          | Brasil |
| Brazilian Association of the Educative and Cultural Public Broadcasting     | Brasil |
| Institute for the Development of Journalism - PROJOR                        | Brasil |
| Association of Public Radio Broadcasting Stations of Brazil - ARPUB         | Brasil |
| Brazilian Consumer Defense Institute - IDEC                                 | Brasil |
| NUPEF Institute – Nucleus for Research, Studies and Formation               | Brasil |
| Fundação Getulio Vargas                                                     | Brasil |
| Associação Artigo 19                                                        | Brasil |
| Agência Brasileira de Notícias dos Direitos da Criança - ANDI               | Brasil |
| CIPÓ – Comunicação interativa                                               | Brasil |
| Organização Internacional das Uniões de Consumidores                        | Brasil |
| Universidade Federal de Sergipe - UFS                                       | Brasil |
| Universidade do Vale do Rio dos Sinos - UNISINOS                            | Brasil |
| Universidade de Brasilia                                                    | Brasil |
| Omi-dudu                                                                    | Brasil |
| Fórum Nacional para a Democratização da Comunicação - FNDC                  | Brasil |